# Davide Astori
Davide Astori (San Giovanni Bianco, 7 de janeiro de 1987 – Údine, 4 de março de 2018) foi um futebolista italiano que atuou como zagueiro. Seu último clube foi a Fiorentina.

## Carreira

### Clubes
Astori começou pelo Milan não tendo oportunidades na equipa titular e sendo emprestado, até ser vendido em definitivo para o Cagliari no início de 2008. Na formação da Sardenha conseguiu a titularidade na defesa, sendo sondado por clubes como a Roma e Juventus na temporada 2013–14.
Após ter sido especulado na Lazio em 2014, Astori foi anunciado como novo reforço da Roma no dia 24 de julho, assinando por empréstimo de uma temporada com o clube romano.

### Seleção Nacional
Pela Seleção Italiana, Astori disputou 15 partidas e marcou um gol. O zagueiro foi um dos 23 convocados por Cesare Prandelli para a Copa das Confederações de 2013, realizada no Brasil.
Jogos pela Seleção Italiana
|     | Data                    | Local                  | Resultado | Adversário     | Gol(s) | Competição                          |
| --- | ----------------------- | ---------------------- | --------- | -------------- | ------ | ----------------------------------- |
| 1.  | 2 9 de março de 2011    | Kiev, Ucrânia          | 2–0       | Ucrânia        | 0      | Amistoso                            |
| 2.  | 29 de fevereiro de 2012 | Genova, Itália         | 0–1       | Estados Unidos | 0      | Amistoso                            |
| 3.  | 15 de agosto de 2012    | Berna, Suíça           | 1–2       | Inglaterra     | 0      | Amistoso                            |
| 4.  | 6 de fevereiro de 2013  | Amsterdam, Holanda     | 1–1       | Países Baixos  | 0      | Amistoso                            |
| 5.  | 11 de junho de 2013     | Rio de Janeiro, Brasil | 2–2       | Haiti          | 0      | Amistoso                            |
| 6.  | 30 de junho de 2013     | Salvador, Brasil       | 2–2       | Uruguai        | 1      | Copa das Confederações 2013         |
| 7.  | 6 de setembro de 2013   | Palermo, Itália        | 1–0       | Bulgária       | 0      | Eliminatórias Copa do Mundo de 2014 |
| 8.  | 15 de outubro de 2013   | Napoli, Itália         | 2–2       | Armênia        | 0      | Eliminatórias Copa do Mundo de 2014 |
| 9.  | 4 de setembro de 2014   | Bari, Itália           | 2–0       | Países Baixos  | 0      | Amistoso                            |
| 10. | 9 de setembro de 2014   | Oslo, Noruega          | 2–0       | Noruega        | 0      | Eliminatórias Eurocopa 2016         |
| 11. | 12 de junho de 2015     | Split, Croácia         | 1–1       | Croácia        | 0      | Eliminatórias Eurocopa 2016         |
| 12. | 24 de março de 2016     | Udine, Itália          | 1–1       | Espanha        | 0      | Amistoso                            |
| 13. | 1 de setembro de 2016   | Bari, Itália           | 1–3       | França         | 0      | Amistoso                            |
| 14. | 15 de novembro de 2016  | Milano, Itália         | 0–0       | Alemanha       | 0      | Amistoso                            |
| 15. | 5 de setembro de 2017   | Reggio Emilia, Itália  | 1–0       | Israel         | 0      | Eliminatórias Copa do Mundo 2018    |

## Morte
Astori morreu no dia 4 de março de 2018, em Údine, Itália, durante a concentração de um jogo. Segundo informações preliminares, foi vítima de uma parada cardiorrespiratória. No dia 6, foi realizada a autópsia no corpo do jogador, confirmando sua morte por "causas naturais". Segundo os médicos, o coração do jogador teria sofrido uma redução dos batimentos até parar, por causas naturais. Em sua homenagem, o Cagliari e a Fiorentina, ex-clubes do jogador, decidiram aposentar a camisa 13.
Os dois médicos, que trabalham em clínicas de Florença e Cagliari, cidades de clubes que Davide Astori representou, ficaram sob investigação por terem atestado da condição física do jogador para competir na Serie A (primeira divisão italiana).